# Hölderlinhaus (Nürtingen)

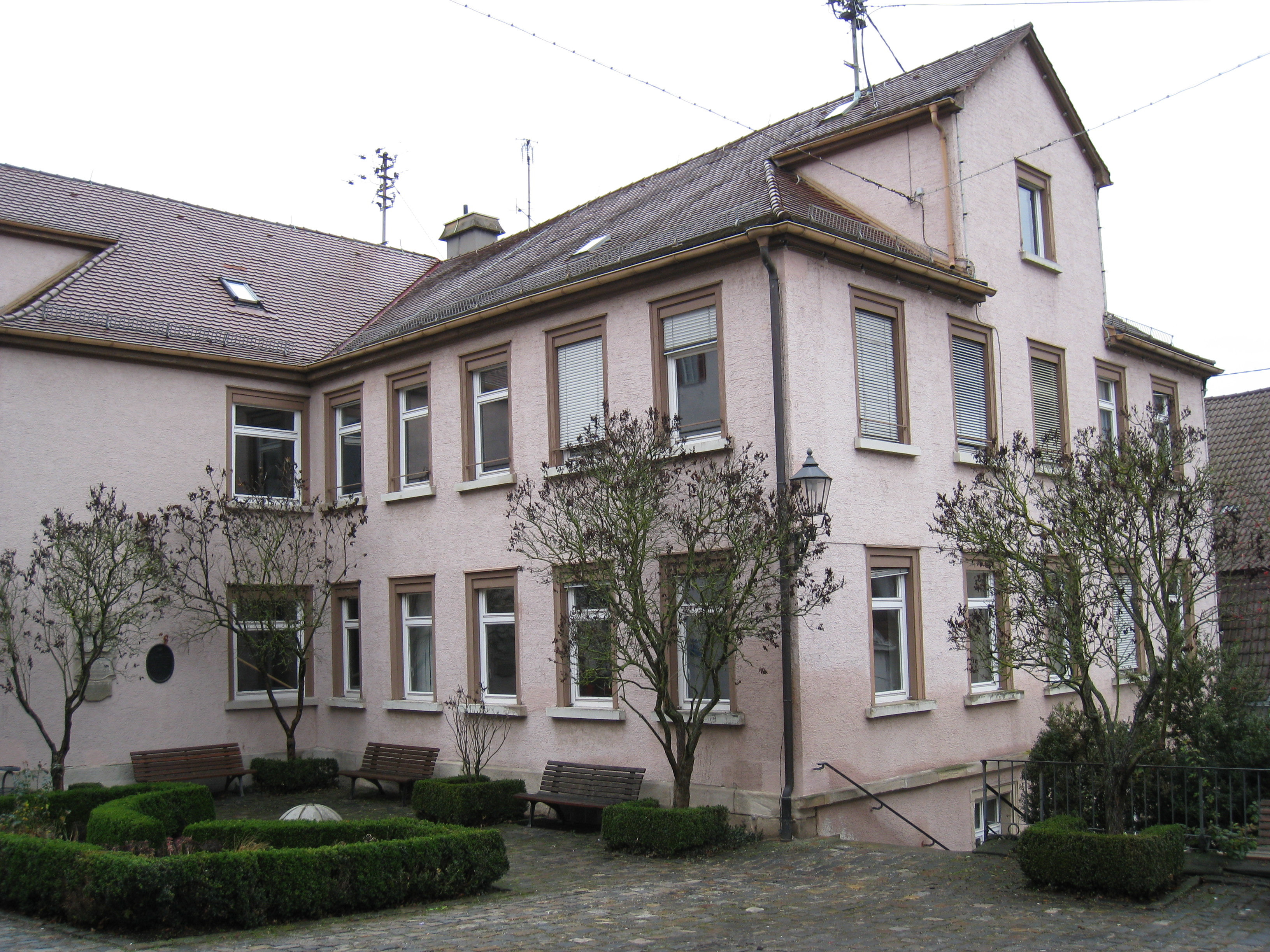
Hölderlinhaus Nürtingen 2011 (Zustand vor dem Umbau ab 2020)

Das Hölderlinhaus in Nürtingen ist das Haus, in dem Friedrich Hölderlin als Kind von 1774 bis 1784 wohnte. Bis heute ist das Gebäude im Wesentlichen in seiner Kubatur erhalten. Es wurde jedoch immer wieder baulich verändert, so in den Jahren 1811, 1884, 1904 aufgrund der vorwiegend schulischen Nutzung und zuletzt durch einen grundlegenden Umbau in den Jahren 2020–2023.

## Bau- und Nutzungsgeschichte

### 1622 bis 1774
An der Stelle des heutigen Hölderlinhauses stand seit 1622 der sogenannte "Schweizerhof", ein großes landwirtschaftliches Gebäude des Nürtinger Schlosses. Es wurde nach Plänen des Baumeisters Heinrich Schickhardt (1558–1635) gebaut. Zu dem Anwesen gehörten große Ställe mit Schweinen, Kühen und anderen Haustieren.

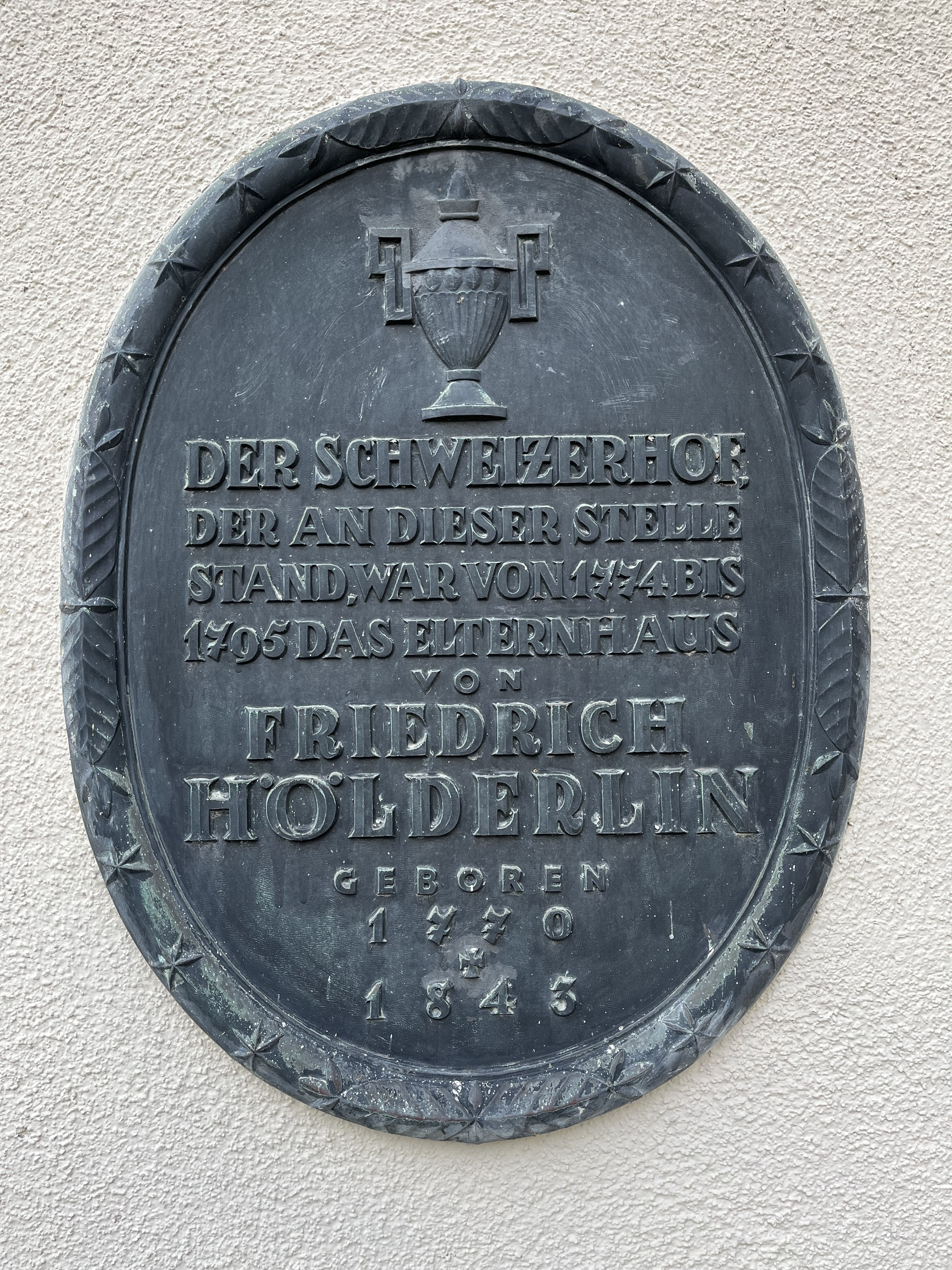
Gedenktafel am Hölderlinhaus Nürtingen

1748 wurde der heruntergekommene Schweizerhof von Jakob Friedrich Duttenhofer (1696–1769) erworben. Dieser war Spitalmeister und Bürgermeister in Nürtingen und gleichzeitig Nürtingens Vertreter im Landesparlament. Er ließ das Gebäude renovieren, um es als Wohnhaus zu nutzen. Kurz nach der Renovierung brannte das Haus 1750 beim großen Stadtbrand ab. 1751 wurde es von Duttenhofer wieder aufgebaut, diesmal nach spätbarocker Ensembleplanung des herzoglichen Baumeisters Johann Adam Groß d. Ä. (1697–1757). Nach derselben Planung wurden die zerstörten Wohnhäuser in der Nürtinger Innenstadt und das Gebäude des ebenfalls abgebrannten Spitals errichtet. Nach Duttenhofers Tod lebten seine Witwe sowie seine Tochter mit ihrer Familie in dem Haus.

### Wohnhaus der Familie Friedrich Hölderlins
Ab 1774 wohnte die Familie Friedrich Hölderlins in dem Gebäude. Seine verwitwete Mutter Johanna Christiana heiratete im Oktober 1774 den Nürtinger Kammerrat und Weinhändler Johann Christoph Gok (1748–1779) und zog mit ihren beiden Kindern Friedrich und Heinrike von Lauffen am Neckar in dieses Haus in Nürtingen. Gok hatte das Haus schon im Juni 1774 erworben, und zwar mit dem Vermögen seiner künftigen Ehefrau. Zu dem Kauf gehörten auch eine zweistöckige Scheuer, ein Schweinestall, ein Dörrhäuschen und ein Brunnen.
Friedrich Hölderlin verbrachte in dem Haus an der Neckarsteige in Nürtingen zehn Jahre seiner Kindheit, bis er 1784 nach Denkendorf ging, um dort die Klosterschule zu besuchen. 1776 wurde sein Halbbruder Karl Gok geboren. Sein Stiefvater Johann Christoph Gok, der im Keller des Hauses seine Weine lagerte, starb 1779, als Friedrich Hölderlin knapp neun Jahre alt war. Seine Mutter war nun im Alter von 30 Jahren zum zweiten Mal verwitwet. Sie lebte noch bis 1798 in dem Haus, insgesamt 24 Jahre lang. Bis 1798 kam auch Friedrich Hölderlin immer wieder für mehrere Monate zurück nach Nürtingen. Für den oft unglücklichen und nach einer Stellung in der Gesellschaft suchenden Hölderlin war „der Mutter Haus“ ein Zufluchtsort.
1795 verkaufte Hölderlins Mutter das Haus an einen Bäcker, der im untersten Geschoss an der Neckarsteige eine Backstube einrichtete. Sie lebte danach noch bis zu ihrem Auszug im Jahr 1798 in dem Haus.

### 19. und 20. Jahrhundert
Seit 1811 befand sich das Gebäude im Besitz des Spitals. In dieser Zeit wurde es vielseitig genutzt: als Schulhaus, aber auch als Suppenküche für die Armenspeisung, als Kindergarten und Lehrerseminar. Später gelangte es in den Besitz der Stadt Nürtingen. Seit dem 19. Jahrhundert wurde es durchgängig als Schulhaus genutzt: Knabenschule, Volksschule, Hölderlin-Gymnasium, und ist Volkshochschul-Gebäude bis heute.

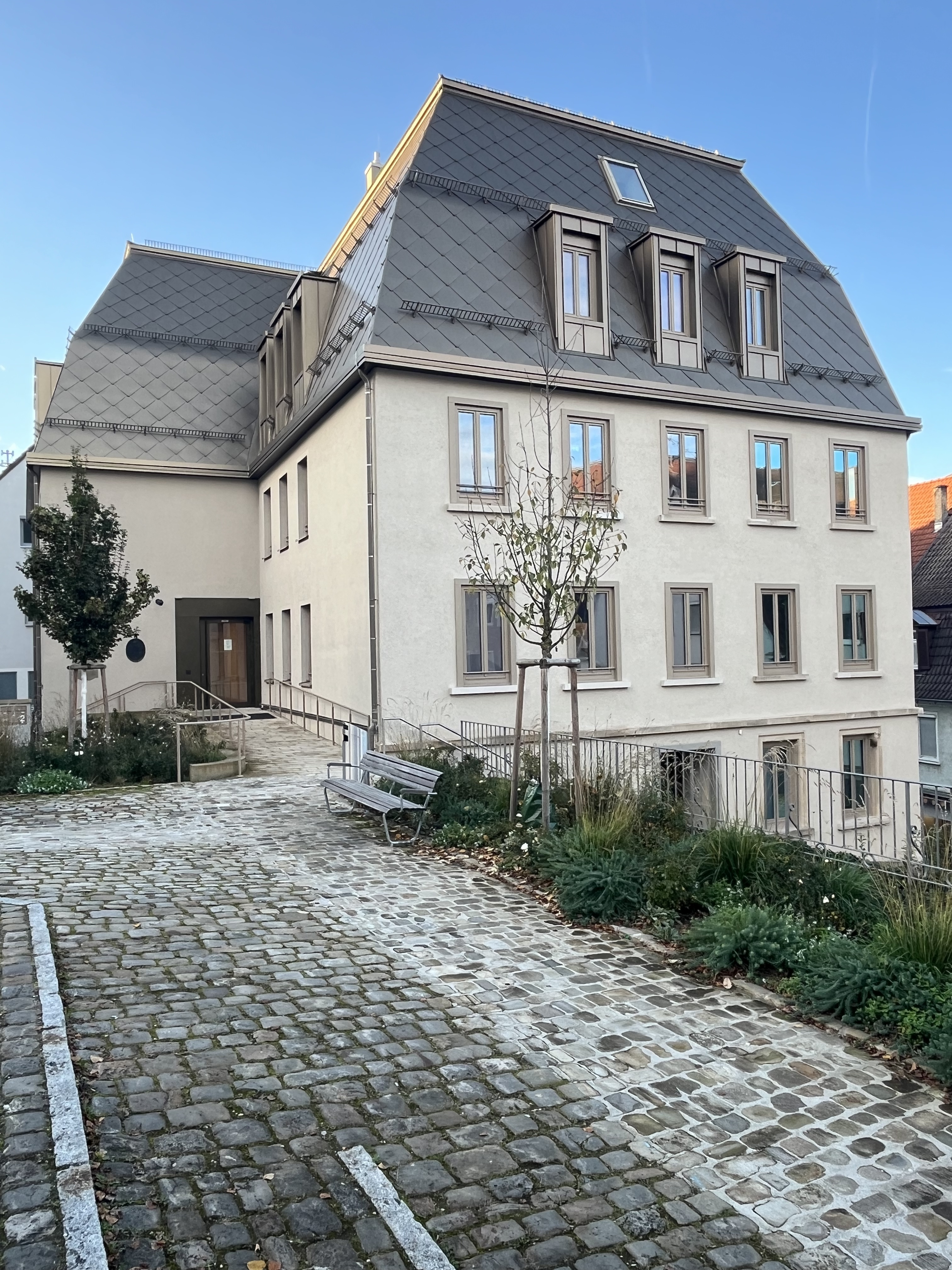
Hölderlinhaus Nürtingen, Zustand nach dem 2023 erfolgten Umbau

### 21. Jahrhundert
Erst mit dem von der Stadt Nürtingen in Auftrag gegebenen und Anfang 2009 öffentlich gemachten bauhistorischen Gutachten des Bauhistorikers Johannes Gromer (1941–2011) konnte die Wohnsituation der Familie Hölderlin nachvollzogen werden.
Die Denkmalstiftung Baden-Württemberg ernannte das Hölderlinhaus zum Denkmal des Monats September 2017. Im Jahr 2018 gewann das Stuttgarter Architekturbüro Aldinger Architekten den Wettbewerb zur Sanierung und Umnutzung des Hölderlinhauses. 2020 wurde mit den Bauarbeiten begonnen, 2023 konnte das sanierte und umgenutzte Hölderlinhaus eröffnet werden. Im Zuge der Umnutzung und Sanierung blieben Teile des bestehenden Gebäudes – wie die Keller- und Sockelgeschosse und die Fachwerk-Außenwände an der Nord- und Ostfassade – erhalten. Auf die historischen, aus der Barockzeit stammenden Kellergewölbe und zwischen die Wände aus dem späten 18. Jahrhundert wurde eine Holzhybridkonstruktion gesetzt, deren Raumstruktur sich auf die Grundmauern bezieht. Auch das Mansarddach, hinter dem sich zwei Etagen befinden, wurde neu geplant.
Heute befinden sich in dem Gebäude Veranstaltungsräume und Büros der Volkshochschule Nürtingen, der Musik- und Jugendkunstschule, sowie des Kulturamtes und ein Archiv. Im Erdgeschoss, auf der Ebene der ehemaligen Wohnräume der Familie Hölderlins, wurde eine multimediale Hölderlin-Ausstellung eingerichtet.